# Hochelaga (district électoral du Canada-Uni)
Pour les articles homonymes, voir Hochelaga.
Circonscription électorale provinciale du Canada
Hochelaga est un district électoral de l'Assemblée législative de la province du Canada.

## Liste des députés
| Années | Années      | Député              | Affiliation |
| ------ | ----------- | ------------------- | ----------- |
|        | 1854 - 1858 | Joseph Laporte      | Réformiste  |
|        | 1858 - 1861 | Joseph Laporte      | Bleu        |
|        | 1861 - 1862 | Paschal Falkner     | Rouge       |
|        | 1861 - 1863 | Antoine-Aimé Dorion | Rouge       |
|        | 1863 - 1867 | Antoine-Aimé Dorion | Rouge       |